# Brothers in Arms (single)
"Brothers in Arms" is een nummer van de Britse rockband Dire Straits uit 1985. Het verscheen voor het eerst op hun bestverkochte album Brothers In Arms, ook uit 1985. Knopfler schreef het nummer in 1982, het jaar waarin het Verenigd Koninkrijk betrokken was bij de Falklandoorlog. De titel is een uitspraak van zijn vader. Terwijl ze het over de Falklandoorlog hadden noemde Knopfler senior de Britten en Argentijnen 'Brothers in arms'. Het nummer wordt verteld vanuit het perspectief van een stervende soldaat op het slagveld waarin hij het met zijn kameraden heeft over de zinloosheid van oorlog voeren.

## Versies
Er zijn in 1985 twee versies van dit nummer geproduceerd: de albumversie is 6 minuten 58 seconden lang en de kortere versie is 6 minuten 5 seconden lang. De versie die voorkomt op Dire Straits' grootste hit-album, The Very Best of Dire Straits, duurt 4 minuten en 55 seconden.
In Nederland werd de plaat in 1985 veel gedraaid op destijds Hilversum 3, maar bereikte de drie toenmalige landelijke hitlijsten op de nationale publieke popzender niet. Ook de Europese hitlijst op Hilversum 3, de TROS Europarade, werd niet bereikt.
Ook in België bereikte de plaat zowel de voorloper van de Vlaamse Ultratop 50 als de Vlaamse Radio 2 Top 30 niet. Ook in Wallonië werd géén notering behaald.
In juli 1989 werd het nummer in Europa opnieuw uitgebracht op single met als dubbele A-kant het nummer 'Money for Nothing'. In Nederland werd de single veel gedraaid op Radio 3 en het bereikte nu wél de destijds twee landelijke hitlijsten op de nationale publieke popzender; een 27ste positie in de Nederlandse Top 40 en de 24e positie in de Nationale Hitparade Top 100. 
In België bereikte de single opnieuw de beide Vlaamse hitlijsten en de Waalse hitlijst niet.
In 2007 werd een nieuwe versie uitgebracht, ter gelegenheid van de 25-jarige gedenkdag van de Falklandoorlog. De opbrengst ging naar veteranen met een posttraumatische stressstoornis.

## Videoclip
De videoclip van het nummer gebruikt rotoscopische beelden van de band met als achtergrond beelden van een oorlog. Tijdens de eerste seconden van de clip wordt er uitgezoomd van de geanimeerde clip van 'Money for Nothing' van hetzelfde album. In tegenstelling tot de, toentertijd populaire, videoclip van 'Money for Nothing', heeft de clip een klassiek uiterlijk door het gebruik van zwart-witbeelden.
In Nederland werd de videoclip destijds op televisie uitgezonden (Nederland 2) door Veronica in de tv-versie van de Nederlandse Top 40 en het popprogramma Countdown en door de TROS in het popprogramma  Popformule.

## Hitnoteringen

### Evergreen Top 1000
| Evergreen Top 1000 "Brothers In Arms" | Evergreen Top 1000 "Brothers In Arms" | Evergreen Top 1000 "Brothers In Arms" | Evergreen Top 1000 "Brothers In Arms" | Evergreen Top 1000 "Brothers In Arms" | Evergreen Top 1000 "Brothers In Arms" | Evergreen Top 1000 "Brothers In Arms" | Evergreen Top 1000 "Brothers In Arms" | Evergreen Top 1000 "Brothers In Arms" | Evergreen Top 1000 "Brothers In Arms" | Evergreen Top 1000 "Brothers In Arms" | Evergreen Top 1000 "Brothers In Arms" | Evergreen Top 1000 "Brothers In Arms" | Evergreen Top 1000 "Brothers In Arms" | Evergreen Top 1000 "Brothers In Arms" | Evergreen Top 1000 "Brothers In Arms" | Evergreen Top 1000 "Brothers In Arms" |
| Jaar                                  | 2008                                  | 2009                                  | 2010                                  | 2011                                  | 2012                                  | 2013                                  | 2014                                  | 2015                                  | 2016                                  | 2017                                  | 2018                                  | 2019                                  | 2020                                  | 2021                                  | 2022                                  | 2023                                  |
| ------------------------------------- | ------------------------------------- | ------------------------------------- | ------------------------------------- | ------------------------------------- | ------------------------------------- | ------------------------------------- | ------------------------------------- | ------------------------------------- | ------------------------------------- | ------------------------------------- | ------------------------------------- | ------------------------------------- | ------------------------------------- | ------------------------------------- | ------------------------------------- | ------------------------------------- |
| Positie                               | -                                     | -                                     | -                                     | -                                     | -                                     | -                                     | -                                     | -                                     | -                                     | 65                                    | 35                                    | 36                                    | 43                                    | 45                                    | 35                                    | 27                                    |

### NPO Radio 2 Top 2000
| Nummer met noteringen in de NPO Radio 2 Top 2000 | '99 | '00 | '01 | '02 | '03 | '04 | '05 | '06 | '07 | '08 | '09 | '10 | '11 | '12 | '13 | '14 | '15 | '16 | '17 | '18 | '19 | '20 | '21 | '22 | '23 | '24 |
| ------------------------------------------------ | --- | --- | --- | --- | --- | --- | --- | --- | --- | --- | --- | --- | --- | --- | --- | --- | --- | --- | --- | --- | --- | --- | --- | --- | --- | --- |
| Brothers in Arms                                 | 28  | 22  | 7   | 9   | 11  | 15  | 19  | 20  | 19  | 13  | 21  | 19  | 15  | 11  | 11  | 14  | 15  | 19  | 17  | 15  | 17  | 18  | 18  | 14  | 12  | 18  |

1. ↑  Een vetgedrukt getal geeft de hoogste notering aan.

Mark Knopfler · John Illsley
Guy Fletcher · Alan Clark · David Knopfler · Pick Withers · Hal Lindes · Terry Williams · Jack Sonni